# Catarhoe turkmenaria
Catarhoe turkmenaria là một loài bướm đêm trong họ Geometridae.